# 1er juillet 1994
Le vendredi 1er juillet 1994 est le 182e jour de l'année 1994.

## Naissances
- Abrar Osman, coureur de fond érythréen
- Adrián Mateos, joueur professionnel de poker espagnol
- Alex Ferrari, footballeur italien
- Anri Okamoto, mannequin et actrice japonaise
- Arko III, cheval de saut d'obstacles
- Charles Cooke, joueur américain de basket-ball
- Chris Flexen, joueur américain de baseball
- Chris Tierney, hockeyeur sur glace canadien
- Emiliano Contreras, coureur cycliste argentin
- Felipe Braga, joueur de basket-ball brésilien
- Jüri Pootsmann, chanteur estonien
- Marino Kobayashi, coureur cycliste japonais
- Miha Zajc, joueur de football slovène
- Mohamed Rayhi, joueur de football néerlandais
- Nader Belhanbel, athlète marocain
- Sam Lundholm, joueur de football suédois
- Tyla Nathan-Wong, joueuse néo-zélandaise de rugby à sept
- Xavier-Robert François, joueur de basket-ball belge

## Décès
- Evelyn Piper (née le 19 mai 1908), femme de lettres américaine
- Helena Grossówna (née le 25 novembre 1904), actrice polonaise
- Jean Hubert (né le 12 juin 1902), historien de l'art français
- John S.R. Shad (né le 27 juin 1923), personnalité politique américaine
- Pierre Lacroix (né le 6 février 1912), dessinateur français
- Vanber (né le 22 février 1905), peintre français

## Événements
- Création des 6e-12e régiment de cuirassiers
- Création de l'archidiocèse de Prague
- Création de l'arrondissement du Pays-de-Mansfeld
- Sortie du film américain Bébé part en vadrouille
- Création du diocèse de České Budějovice
- Publication du magazine GameNOW
- Sortie du roman La Mère des tempêtes de John Barnes
- Sortie du roman Le Cadeau de Danielle Steel
- Création de la société Matrix Software
- Sortie du jeu vidéo Metaltech: Earthsiege
- Construction de l'observatoire de Saji
- Mise en circulation du réal brésilien
- Sortie du jeu vidéo Star Wars: TIE Fighter
- Fin de la publication du magazine Yummy Fur